# 太田雄三
太田 雄三（おおた ゆうぞう、1943年5月23日 -2024年12月9日 ）は、カナダ在住の比較文学者。マギル大学名誉教授。

## 来歴
東京大学教養学部イギリス分科卒業、1967年、同大学院比較文学比較文化専攻に進学。1971年同助手、1974年カナダのマギル大学講師として赴任、1977年『内村鑑三－その世界主義と日本主義をめぐって』で東大から文学博士号取得、マギル大学歴史学教授。2013年定年退任、名誉教授。早稲田大学客員教授などを務めた。

## 人物
人物伝を中心として研究・執筆を行う。ラフカディオ・ハーンに対して批判的な立場をとり、バジル・ホール・チェンバレンを優れた日本学者として評価し、研究室の先輩に当たる平川祐弘と論争になったこともある。

## 著書
- 『内村鑑三 その世界主義と日本主義をめぐって』研究社出版 1977年
- 『クラークの一年 札幌農学校初代教頭の日本体験』昭和堂 1979年
- 『英語と日本人』TBSブリタニカ 1981年、講談社学術文庫 1995年
- 『<太平洋の橋>としての新渡戸稲造』みすず書房 1986年
- 『E.S.モース <古き日本>を伝えた親日科学者』リブロポート・シリーズ民間日本学者 1988年
- 『B・H・チェンバレン 日欧間の往復運動に生きた世界人』リブロポート・シリーズ民間日本学者 1990年
- 『ラフカディオ・ハーン　虚像と実像』岩波新書 1994年
- Basil Hall Chamberlain: Portrait of a Japanologist (Meiji Series)　Routledge, 1998
- 『喪失からの出発－神谷美恵子のこと』岩波書店 2001年
- 『新島襄　良心之全身ニ充満シタル丈夫』ミネルヴァ書房（日本評伝選） 2005年